# Station Lisieux
Station Lisieux is een spoorwegstation in de Franse gemeente Lisieux.

## Treindienst
| Serie | Treinsoort | Route                                                                 | Bijzonderheden |
| ----- | ---------- | --------------------------------------------------------------------- | -------------- |
| K 3+  | TER (SNCF) | Paris Saint-Lazare – Évreux-Normandie – Lisieux – Trouville-Deauville |                |
| P 10  | TER (SNCF) | Caen – Lisieux – Serquigny – Elbeuf-Saint-Aubin – Rouen-Rive-Droite   |                |
| P 3   | TER (SNCF) | Lisieux – Trouville-Deauville                                         |                |